# Pepijnloop
De Pepijnloop is een hardloopwedstrijd die sinds 1987 jaarlijks georganiseerd wordt in Echt. Deze loop wordt georganiseerd ten bate van boerderij Ut Brook op Pepijn in Echt, een woongemeenschap voor verstandelijk gehandicapten.

## Organisatie
De organisatie van de Pepijnloop is in handen van de recreatiesport vereniging Kranenbroek Echt.

## Parcours
Er wordt gestart over twee afstanden; de 5 km en de 10 km. Het parcours is vlak, grotendeels asfalt, verkeersvrij en gesitueerd op en rond het terrein van Pepijn en Paulus.

## Parcoursrecords  afstand 10 km
- Mannen: Wim Borms  BEL 30.39 (2000)
- Vrouwen: Tatjana Perepelkina  RUS 36.39 (2004)

## meest aantal overwinningen afstand 10 km
- Mannen: Wil Goessens - 4
- vrouwen: Wilma Rusman - 5